# KTX Cheongryong
Les KTX Cheongryong (hangeul : KTX 청룡) est un train rame automotrice électrique à grande vitesse sud-coréen fabriqué par Hyundai Rotem et exploité par Korail. Les mot 청룡 en coréen signifie dragon bleu. Ce nom a été choisi par le public, ce qui signifie «un dragon bleu s'élevant vigoureusement pour apporter de l'espoir au peuple» et correspond à l'année du dragon bleu (c'est-à-dire 2024) selon le zodiaque coréen.

## Histoire
En septembre 2016, Korail a organisé un concours pour que le public décide du design des nouveaux modèles. Après le développement du HEMU-430X, Hyundai Rotem et Korail ont signé un accord en décembre 2016 pour la fourniture de trains à grande vitesse qui sont des unités multiples électriques, les premières du genre en Corée du Sud en service commercial. La commande portait sur deux variantes : 2 unités EMU-320 à huit voitures (avec une vitesse de fonctionnement de 320 km/h) et 19 unités EMU-260 à six voitures, qui seront livrées vers 2020-2021,,. En 2017, une maquette du modèle choisi a été exposée au public pour promouvoir le train jumeau (EMU-260) et recueillir des commentaires.
Le modèle a été officiellement renommé « KTX Cheongryong » (KTX- 청룡) en avril 2024,.
Les deux ensembles de pré-série sont entrés en service sur les lignes à grande vitesse de Gyeongbu et de Honam depuis le 1er mai 2024. Les 17 rames restantes commandées par Korail devraient être livrées entre avril 2027 et mars 2028, et 14 autres rames seront livrées à SR Corporation à partir de 2027,.

## Conception
La technologie intégrée à ces trains est dérivée du train expérimental HEMU-430X précédemment testé par Korail. Les KTX Cheongryong présentera la même conception que les trains KTX Eum, mais la formation sera composée de huit voitures au lieu de six,,.
Les modifications aérodynamiques apportées à l'avant du train offriraient une résistance inférieure de 10% par rapport aux précédents trains à grande vitesse en Corée du Sud. Les trains seront équipés d'échelles coulissantes pour s'adapter aux hauteurs de quais hautes et basses. Les sièges de première et de deuxième classe pourront pivoter pour faire face au sens de la marche à partir d'une seule unité de commande. Le train peut accélérer de 0 à 300 km/h (0 à 186 mph) en 212 secondes, contre 316 secondes pour le KTX-II.
|         |
| Fenêtre |

|             |
| Pantographe |

|                |
| Produit modèle |

## Intérieur

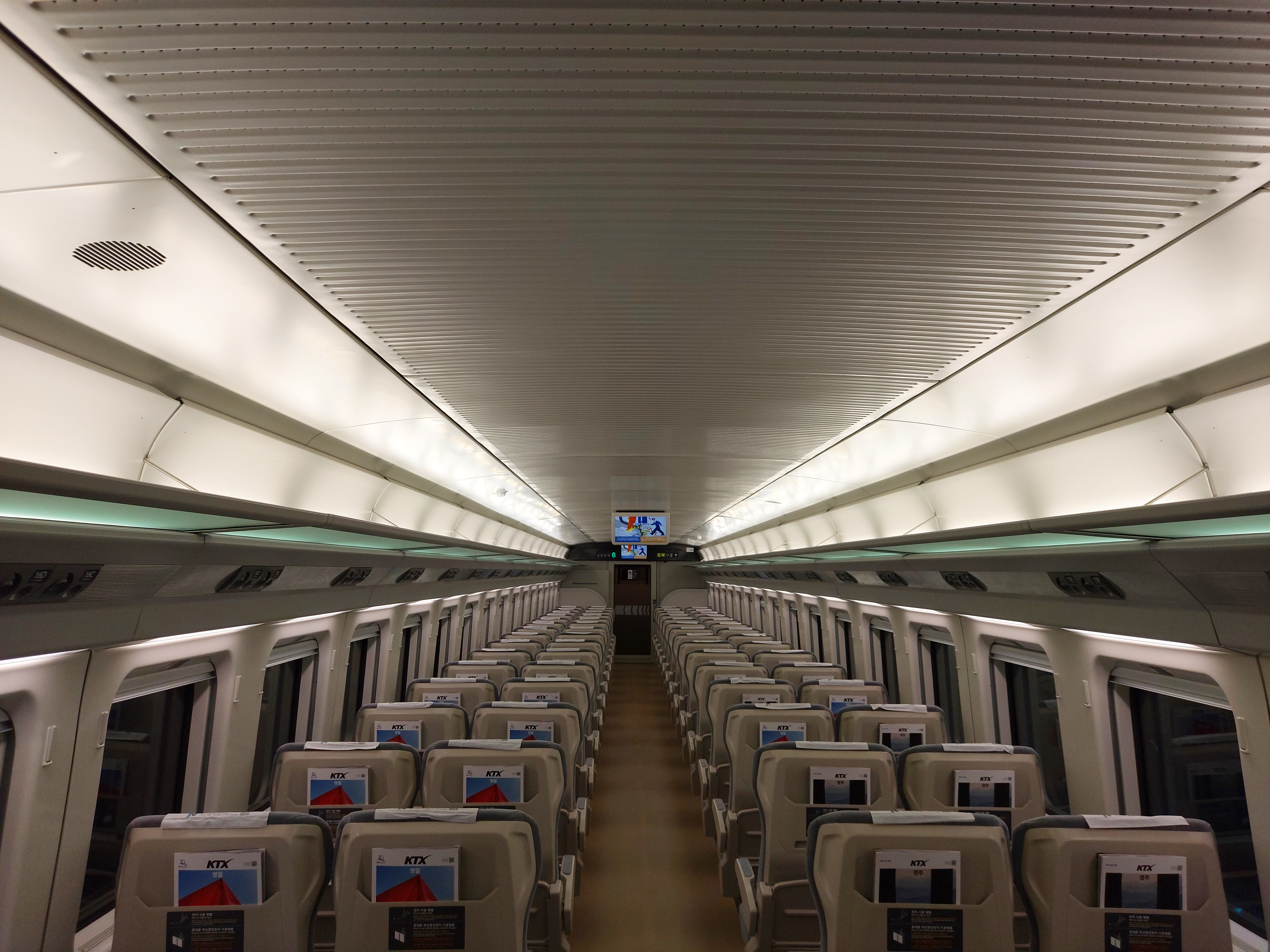
Classe standard

Contrairement aux KTX-I et KTX-II, les sièges du KTX Cheongryong offrent plus d'espace pour les jambes, des accoudoirs plus larges, des ports USB, des stations de charge sans fil et des écrans de divertissement similaires au système de divertissement en vol que l'on trouve dans les avions. De plus, chaque siège est aligné avec une fenêtre.